# Dawung (Sambirejo)
Dawung is een bestuurslaag in het regentschap Sragen van de provincie Midden-Java, Indonesië. Dawung telt 5081 inwoners (volkstelling 2010).